# Paul Piché
Paul Piché (Montreal, 5 de septiembre de 1953) es un cantante y compositor canadiense. En su mayor parte, en sus composiciones suele acompañarse de una guitarra acústica, aunque en algunos de sus trabajos ha incorporado también sonidos electrónicos. Muchas de sus canciones se consideran clásicos de la música quebequense y forman parte del repertorio habitual en fiestas, ferias y especialmente en la celebración de la Fête nationale du Québec.

## Biografía
Piché estudió arqueología en la Universidad de Montreal y comenzó a cantar a comienzos de los años 70 en el entorno universitario de Quebec. En 1977 el tecladista Robert Léger de Beau Dommage lo animó a grabar su primer LP, À qui appartient le beau temps, que llegó a alcanzar las 100.000 copias vendidas.
Desde entonces, Piché comenzó a trabajar junto al tecladista Michel Hinton (también de Beau Dommage). Su sencillo "Tous les vents", alcanzó el número dos de las listas de éxitos radiofónicas en agosto de 1984 y su álbum Nouvelles d'Europe ganó un premio Félix al mejor álbum de rock en 1985. En 1986 actuó junto a Michel Rivard y publicó un doble álbum, Intégral. Comenzó entonces a darse a conocer fuera de Quebec y realizó actuaciones en Bélgica, Francia y Suiza.
Con Sur le chemin des incendies, que vendió más de 100.000 copias, reveló su faceta más personal como compositor. Muchos de los temas los compuso en colaboración con el guitarrista Rick Haworth. "J'appelle", alcanzó el número 1 de las listas en diciembre de 1988.
En 1993 publicó L'instant, seguido del recopilatorio L'un et l'autre en 1996 y de Le voyage su noveno álbum, que fue publicado el 9 de septiembre de 1999.
En 2009, diez años después de publicar su anterior trabajo, publicó Sur ce côté de la Terre.

## Discografía

### Álbumes de estudio
- 1977 - À qui appartient l'beau temps?
- 1980 - L'escalier
- 1982 - Paul Piché (Les Pleins)
- 1984 - Nouvelles d'Europe
- 1988 - Sur le chemin des incendies
- 1993 - L'instant
- 1999 - Le voyage
- 2009 - Sur ce côté de la Terre

### Recopilatorios
- 1986 - Intégral
- 1996 - L'un et l'autre